# Ngwane III.
Ngwane III. († 1780) war König von Swasiland bis 1780. Er wird als erster König von Swasiland angesehen.

## Hintergrund
Gemäß den Konventionen von Swasiland regiert der König immer in einer Partnerschaft mit seiner Mutter. Die Mutter des Königs wird Indlovukazi genannt und ihr Wohnort markiert die Hauptstadt, in der wichtige Zeremonien abgehalten werden. Ihr Haus wird umphakatsi genannt. Das Haus des Königs ist das Zentrum der Administration.

## Lebenslauf
Ngwane III. ist eine bedeutende Figur in der Geschichte Swasilands, da er von manchen als der erste König des Landes angesehen wird. Als er an die Macht kam, übernahm er diese von seinem Vater, Hlubi. Ihm gelang es, das Land südlich des Pongola zu erobern. Er war zwar nicht in der Lage, das Land zu halten, aber just dieses Land wird heutzutage als ein wichtiger Teil des modernen Swasiland angesehen. 
Als er vertrieben wurde, ging er mit seinem Volk über den Fluss und siedelte sich am Nordufer an. 
Bald darauf entstand die erste Hauptstadt Zombodze. Ngwanes Bruder Ndlela und sein Onkel Shabalala siedelten sich in der Nähe an. Der Name, den Ngwane seinem Land gab, war kaNgwane, was so viel wie das Land am Platze von Ngwane bedeutet. Diese Name wird noch heute benutzt und die Menschen aus Swasiland gebrauchen ihn, um sich selbst als Menschen zu beschreiben.
Ngwane III. regierte bis 1780, als sein Sohn Ndvungunye mit seiner Mutter, Königin Ndwandwe, Herrscher wurde.